# Milan Milić
Milan Milić (serbisch-kyrillisch Милан Милић; * 14. Mai 1998 in Aleksandrovac, Serbien und Montenegro) ist ein serbischer Handballspieler.

## Karriere

### Verein
Der 1,98 m große rechte Rückraumspieler spielte in Serbien für den RK Župa 54 Aleksandrovac und für Metaloplastika Šabac. Im Sommer 2020 wechselte der Linkshänder zum französischen Erstligisten HBC Nantes, mit dem er 2022 die Coupe de la Ligue gewann. Zur Saison 2022/23 unterschrieb er beim kroatischen Rekordmeister RK Zagreb, den er bereits im Oktober 2022 verließ und zum RK Vojvodina wechselte. Mit dem Verein aus Novi Sad gewann er den EHF European Cup 2022/23, die serbische Meisterschaft 2023 und 2024 sowie den serbischen Pokal 2025.

### Nationalmannschaft
Mit der serbischen A-Nationalmannschaft belegte Milić den 18. Platz bei der Weltmeisterschaft 2019. Bei den Mittelmeerspielen 2022 gewann er mit der serbischen Auswahl die Bronzemedaille. Bisher bestritt er mindestens 13 Länderspiele, in denen er 26 Tore erzielte.